# 青島西
青島西（あおしまにし）とは、宮崎県宮崎市の地名。青島地域自治区に属している。郵便番号は889-2163。住居表示未実施地区。

## 地理
宮崎市の南東部に位置する。青島海岸に位置している。青島地区の住居表示実施の際に、JR日南線を境に、線路寄りに西の地区をもって成立した。1丁目・2丁目からなる。東方を青島、西方を大字折生迫と接する。

## 世帯数と人口
2023年（令和5年）3月1日現在の世帯数と人口は以下の通りである。
| 町丁        | 世帯数  | 人口  |
| ----------- | ------- | ----- |
| 青島西1丁目 | 155世帯 | 301人 |
| 青島西1丁目 | 151世帯 | 307人 |

## 小・中学校の学区
市立小・中学校に通う場合、学区は以下の通りとなる。
| 町名   | 小学校             | 中学校             |
| ------ | ------------------ | ------------------ |
| 青島西 | 宮崎市立青島小学校 | 宮崎市立青島中学校 |

## 交通

### 鉄道
JR日南線が通過しており、青島駅の駅裏に当たる。跨線橋が設置されている。

### バス
宮交グループの運営するバスが営業している。

## 施設
- 青島駅